# Hell Freezes Over
Hell Freezes Over är ett album med Eagles från 1994. De fyra första spåren på albumet är nya låtar inspelade i studio medan resten är inspelade live. 
Albumtiteln syftar på ett uttalande av Don Henley från 1980. Gruppen splittrades då på grund av inre stridigheter och Henley ska ha sagt att gruppen skulle spela igen "when hell freezes over" (ung. "när det snöar i helvetet"). Före en av låtarna på skivan uttalar dock Glenn Frey "for the record we never broke up, we just took a 14 year vacation".
Albumet sålde bra och nådde förstaplatsen på Billboardlistan. Den släpptes även som video och senare på DVD. "Get Over It" och "Love Will Keep Us Alive" släpptes som singlar.

## Låtlista
1. "Get Over It" (Don Henley, Glenn Frey) - 3:29
2. "Love Will Keep Us Alive" (Pete Vale, Jim Capaldi, Paul Carrack) - 4:00
3. "The Girl from Yesterday" (Glenn Frey, Jack Tempchin) - 3:21
4. "Learn to Be Still" (Don Henley, Stan Lynch) - 4:27
5. "Tequila Sunrise" (Don Henley, Glenn Frey) - 2:56
6. "Hotel California" (Henley, Frey, Don Felder) - 6:54
7. "Wasted Time" (Don Henley, Glenn Frey) - 5:03
8. "Pretty Maids All in a Row" (Joe Walsh, Joe Vitale) - 4:15
9. "I Can't Tell You Why" (Don Henley, Glenn Frey, Timothy B. Schmit) - 5:11
10. "New York Minute" (Don Henley, Danny Kortchmar, Jai Winding) - 6:37
11. "The Last Resort" (Don Henley, Glenn Frey) - 7:24
12. "Take It Easy" (Jackson Browne, Glenn Frey) - 4:36
13. "In the City" (Joe Walsh, Barry De Vorzon) - 4:07
14. "Life in the Fast Lane" (Don Henley, Glenn Frey, Joe Walsh) - 6:01
15. "Desperado" (Don Henley, Glenn Frey) - 4:15

## Medverkande
Eagles
- Don Felder - gitarr, sång
- Glenn Frey - gitarr, piano, keyboards, sång
- Don Henley - trummor, percussion, sång
- Timothy B. Schmit - bas, sång
- Joe Walsh - gitarr, orgel, sång

Övriga
- John Corey - keyboard, gitarr, sång
- Scott Crago - percussion, trummor
- Timothy Drury - keyboard, sång
- Stan Lynch - percussion
- Jay Oliver - keyboards
- Paulinho DaCosta - percussion
- Gary Grimm - percussion